# Carex deinbolliana
Carex deinbolliana är en halvgräsart som beskrevs av Jacques Étienne Gay. Carex deinbolliana ingår i släktet starrar, och familjen halvgräs. Inga underarter finns listade i Catalogue of Life.